# Аксоры
Аксоры (каз. Ақсоры) — село в Ордабасинском районе Туркестанской области Казахстана. Входит в состав Торткольского сельского округа. Код КАТО — 514653200.

## Население
В 1999 году население села составляло 163 человека (86 мужчин и 77 женщин). По данным переписи 2009 года, в селе проживало 208 человек (117 мужчин и 91 женщина).